# Parapagurus spinimanus
Parapagurus spinimanus är en kräftdjursart som beskrevs av Heinrich Balss 1911. Parapagurus spinimanus ingår i släktet Parapagurus och familjen Parapaguridae. Inga underarter finns listade i Catalogue of Life.